# Shion (singolo)
Shion (シオン?) è il trentaquattresimo singolo della rock band visual kei giapponese Plastic Tree. È stato pubblicato il 5 settembre 2012 dall'etichetta major Victor Entertainment.
Il singolo è stato stampato in quattro versioni, tutte in confezione jewel case e con copertine variate (fiori di Aster tataricus, che nella cultura estremo orientale rappresenta il ricordo e dal cui nome giapponese, shion (紫苑?), la canzone prende il titolo): due special edition con DVD extra e due normal edition ciascuna con un brano in più; entrambe le canzoni in più nelle due edizioni normali del singolo sono remake di brani risalenti all'inizio della carriera dei Plastic Tree: Shion è infatti il terzo di una serie di tre singoli realizzati a scopo commemorativo per celebrare il 15º anniversario del debutto major del gruppo, avvenuto nel 1997 con il singolo Wareta mado e l'album Hide and Seek (da cui sono tratte le due canzoni in più).

## Tracce
Dopo il titolo è indicata fra parentesi "()" la grafia originale del titolo, eventuali note sono indicate dopo il punto e virgola ";".

### Special edition
Tutte le canzoni sono testo e musica di Ryūtarō Arimura, tranne dove indicato.
1. Shion (シオン?) - 4:40
2. Shion (2012-nen 7-gatsu 8-ka Rokuon · Hikigatariban) (シオン（2012年7月8日録音・弾き語り版）?) - 5:01
3. Shion (シオン（Instrumental）?) - 4:36

#### DVD A
1. Shion (シオン?); videoclip
2. Making of

#### DVD B
1. Materiali vari legati al 15º anniversario dal debutto major Plastic Tree

### Normal edition A
1. Shion (シオン?) - 4:40
2. Mahiru no tsuki (Rebuild) (まひるの月（Rebuild)）?) (Ryūtarō Arimura - Tadashi Hasegawa)
3. Shion (Instrumental) (シオン（Instrumental）?) - 4:36

### Normal edition B
1. Shion (シオン?) - 4:40
2. Ether Note (Rebuild) (エーテルノート（Rebuild）?) (Ryūtarō Arimura - Tadashi Hasegawa)
3. Shion (Instrumental) (シオン（Instrumental）?) - 4:36

## Altre presenze
- Mahiru no tsuki:
  - 10/07/1997 - Hide and Seek

- Ether Note:
  - 10/07/1997 - Hide and Seek

## Formazione
- Ryūtarō Arimura - voce e seconda chitarra
- Akira Nakayama - chitarra e cori
- Tadashi Hasegawa - basso e cori
- Kenken Satō - batteria